# Bothus robinsi
Bothus robinsi es una especie de pez de la familia Bothidae en el orden de los Pleuronectiformes.

## Hábitat
Es un pez de mar.

## Morfología
Pueden llegar alcanzar los 25 cm de longitud total.

## Distribución geográfica
Se encuentra desde las  costas de  Nueva York y de nordeste del Golfo de México hasta el Brasil.